# 陳有蘭溪橋
陳有蘭溪橋為臺灣省道公路橋梁，位於台21線93.843公里處，為南投縣信義鄉一座橫跨陳有蘭溪的鋼箱梁橋，新鄉、望美、同富、神木、東埔等村落都是透過這座橋與對外聯繫。
陳有蘭溪橋完工於1981年6月，是一座五孔之PC工型簡支梁橋，每孔有34公尺，橋長170公尺。1996年8月，原來的橋被賀伯颱風沖毀，之後又於2001年7月被桃芝颱風沖毀，所以在重建的規劃上，就考量到要避開土石流及坍方的危險區域，才將全長4.6公里的路線遠離山邊。陳有蘭溪橋採用長跨徑鋼構箱型橋興建，全長1154公尺。2006年10月通車啟用之後，為信義鄉對外聯絡要道，而且陳有蘭溪橋是新中橫公路所必經之橋，聯絡起嘉義、南投兩地的一條旅遊線，顯得交通格外重要，所以也有著「信義鄉高速公路」美名。因流線設計，橋身具有美感，這項工程曾被獲頒公共工程金質獎。現在這座橋隸屬交通部公路總局，由信義工務段養護管理。